# Besnik Mustafaj
Besnik Mustafaj, född den 23 september 1958 i Bajram Curri i Albanien, är en albansk författare och diplomat, och sedan den 11 september 2005 Albaniens utrikesminister.